# Division Mountain
Division Mountain är ett berg i Kanada.   Det ligger i provinsen Alberta, i den centrala delen av landet, 3 100 km väster om huvudstaden Ottawa. Toppen på Division Mountain är 3 020 meter över havet, eller 344 meter över den omgivande terrängen. Bredden vid basen är 4,3 km. Division Mountain ingår i Rocky Mountains.
Terrängen runt Division Mountain är huvudsakligen bergig.Trakten runt Division Mountain är nära nog obefolkad, med mindre än två invånare per kvadratkilometer.. Det finns inga samhällen i närheten. 
Trakten runt Division Mountain är permanent täckt av is och snö.